# Puente de Guerrero
El Puente de Guerrero es un antiguo viaducto que salva el Turia entre Ademuz y Torrebaja, municipios del Rincón de Ademuz, provincia de Valencia (Comunidad Valenciana, España).
El de Guerrero es uno de los nueve viaductos que atraviesan el Turia en la comarca, junto con el de La Palanca, La Angelina y el de Riodeva, aguas arriba del río, y El Botiar, El Sotillo, el de Casasaltas y el de Casasbajas, sitos aguas abajo.

## Historia
De la existencia del puente se tienen noticias históricas desde mediados del siglo XVIII (1769), hallándose vinculado a don Juan Ruiz de Catellblanque (heredero en el mayorazgo de don Diego Ruiz de Castellblanque), caballero del hábito de Nuestra Señora de Montesa y señor de Torrebaja, localidad entonces denominada «La Torre-Baixa del Villar de Orchet», que lo construyó a sus expensas con autorización de los gobernantes de la villa de Ademuz. 
Hasta el momento de la construcción del puente, el río Turia discurría por tierras del señor de Torrebaja sitas en término de Ademuz, pero sin curso recto, «antes haciendo vueltas y revueltas, causando notable perjuicio» en las propiedades y cultivos. En dicho tramo del río, las aguas llevaban además una gran velocidad por la pendiente, lo que suponía perjuicio para los cultivos, incrementándose los daños por causa de las continuas riadas. 
A su paso por el lugar, en los primeros días de septiembre de 1792, el botánico Cavanilles describe los efectos de las avenidas del Turia:

«Veianse al paso las huertas de Ademuz, que ocupan las riberas del Turia hasta la villa, y se descubrian con freqüencia monumentos de grave daño causado en la última riada, que arrancó arbustos, barrió sembrados, derribó el puente, y cargó con quanto se presentó á sus furias».
El Rincón de Ademuz visto por el botánico Cavanilles, Alfredo Sánchez Garzón

La tortuosidad del cauce del río a su paso por las tierras del señor de Torrebaja, en Ademuz, impedía la construcción de un puente fijo en la zona, no obstante ser el paso Camino Real entre los reinos de Valencia, Aragón y Castilla. Previamente a la construcción del puente había que vadearlo, y consta que un vecino de Riodeva que iba camino de Castilla, donde se ganaba la vida «en la esquila de lanas», se ahogó en este tramo al intentar atravesarlo, siendo enterrado en la Iglesia Parroquial de Santa Marina. Esta fue la razón por la que se construyó el puente, «para evitar estos insoportables perjuicios», para lo cual se dio previamente al cauce un curso recto.
El puente se levantó con maderas, en el punto donde indicaron las autoridades de Ademuz -y así permaneció durante un tiempo en beneficio de todos-: agricultores y transeúntes de Ademuz y Torrebaja, incluidas las autoridades de la villa, que cada año debían vadear el río camino de Torrealta, donde tenían el derecho de «visita de cárcel». A la fecha de construcción del puente, Torrebaja era una aldea de Castielfabib, de la misma forma que Torrealta lo era de Ademuz.
Con motivo de la rectificación del curso del río, una porción de tierras con pastos públicos correspondientes a Ademuz quedó en territorio del señor de Torrebaja. Fue por esto que las autoridades de Ademuz, asistidas por un grupo de vecinos se presentaron con violencia en la zona -con algazara y griterío, hachas y guadañas alzadas- y desviaron el curso del río, dejándolo ir libremente, no por su cauce anterior. El desvío del cauce produjo cuantiosos daños en los campos de cultivo colindantes, y el puente quedó sin uso: el suceso tuvo lugar el 19 de febrero de 1769. Otro motivo argumentado por el Concejo de Ademuz, justificando su actuación, estuvo en que según la corporación el señor de Torrebaja construyó el puente para «dar paso al molino harinero» de su Lugar, lo cual, a su entender, favorecía el paso «a personas viciadas a ratonerías, para que introduciéndose en los campos, viñedos y huertas de dicha Villa de Ademuz, los tales y quiten sus frutos».
El asunto fue llevado por el señor de Torrebaja ante los tribunales de justicia en Valencia y con fecha 22 de diciembre de 1769 la Real Audiencia dictaminó a favor del demandante, condenando a las autoridades de Ademuz a reponer el puente de inmediato y a las costas del juicio, advirtiéndoles que «en lo sucesivo usen de su derecho en los Tribunales (...), sin tomarse satisfacción y justicia por su mano».

## Ubicación y estado
En la actualidad, el cauce del río Turia sirve de delimitación entre ambos municipios del Rincón de Ademuz por esta parte, situándose el puente en el trazado del antiguo camino que comunica las Casas de Guerrero (Ademuz), con el molino de Abajo, Torrebaja, que formaba parte del Camino Real. Desde el Camino de Guerrero, pasando por debajo de la variante de la carretera N-330 (de Alicante y Murcia a Francia por Zaragoza), puede seguirse la pista que conduce a Mas del Olmo, vía Los Molares y la Loma del Romance. Asimismo, por dicho viaducto discurre el camino peregrinal de la «Vera Cruz», que va de Puente la Reina, Navarra, a Caravaca de la Cruz, Murcia.
El puente posee piso de traviesas, sobre vigas de hierro soportadas en un machón central de obra. Aunque carece de barandas, tras la última reparación le han colocado una estructura de tela metálica en los laterales, con señalización reflectante en los bordes.
El proyecto de Concentración Parcelaria de Torrebaja (1978), incluía la reposición del Puente de Guerrero, pero el retraso en la ejecución de las obras, motivado por la resistencia de los propietarios y el cambio de la situación política y económica del país, impidieron la construcción de un puente de nueva planta.

## Galería

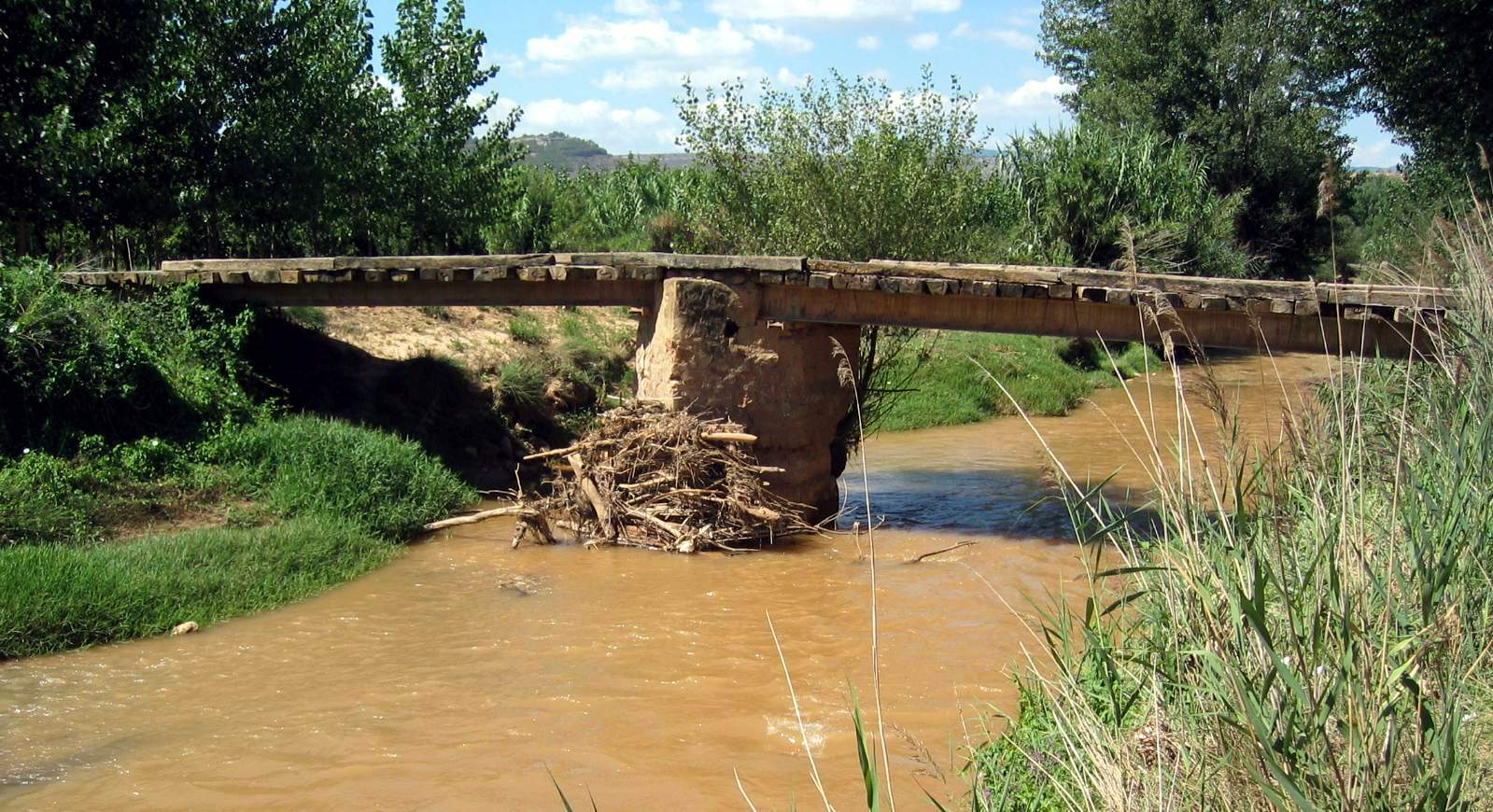
Vista general del «Puente de Guerrero» sobre el Turia, desde la ribera derecha, Torrebaja (Valencia).
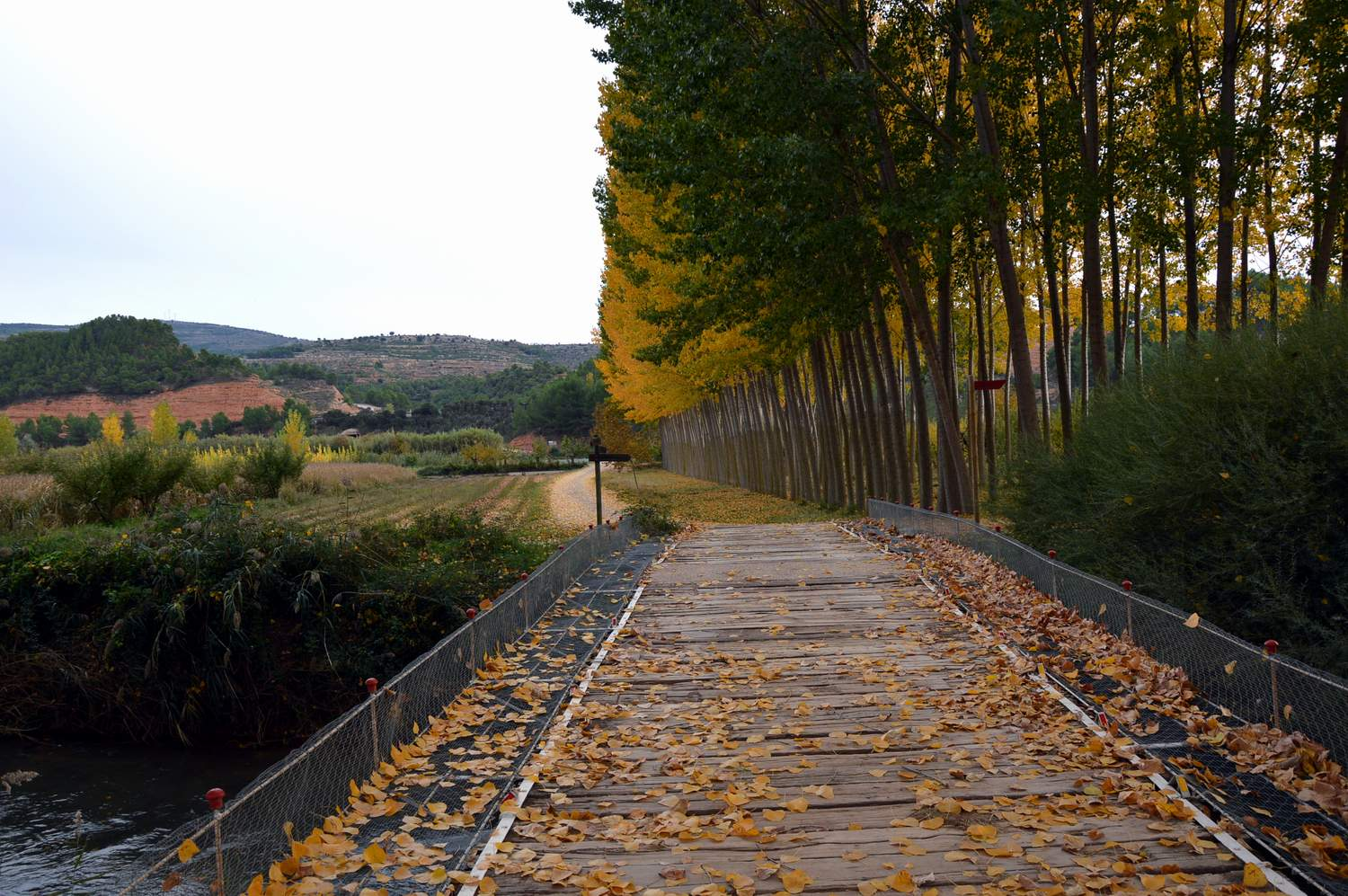
Detalle del Puente de Guerrero sobre el Turia, dirección Ademuz.
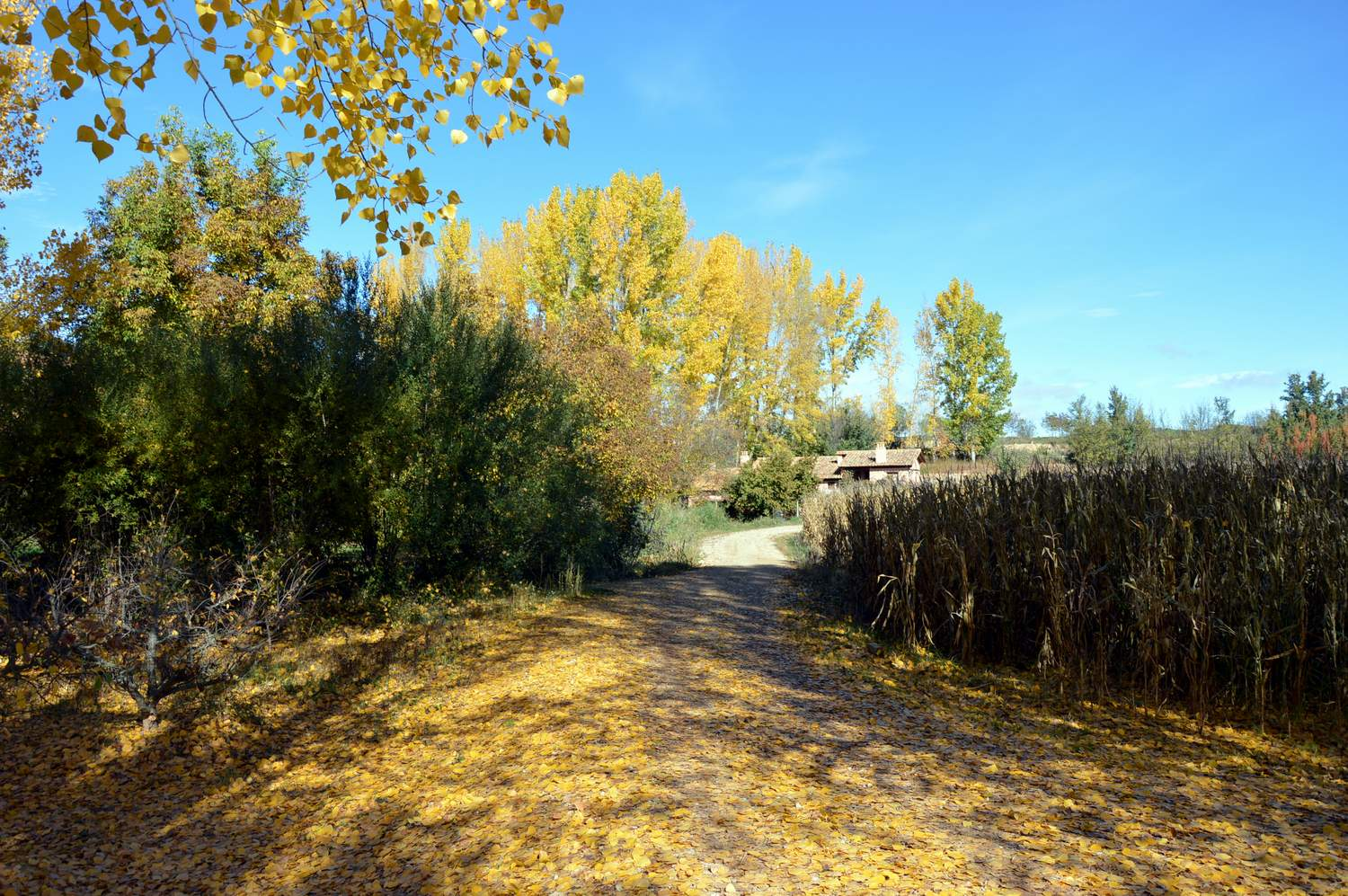
Vista parcial del «Molino de Abajo», Viejo o del Señor, Torrebaja (Valencia), desde el «Puente de Guerrero» sobre el Turia.
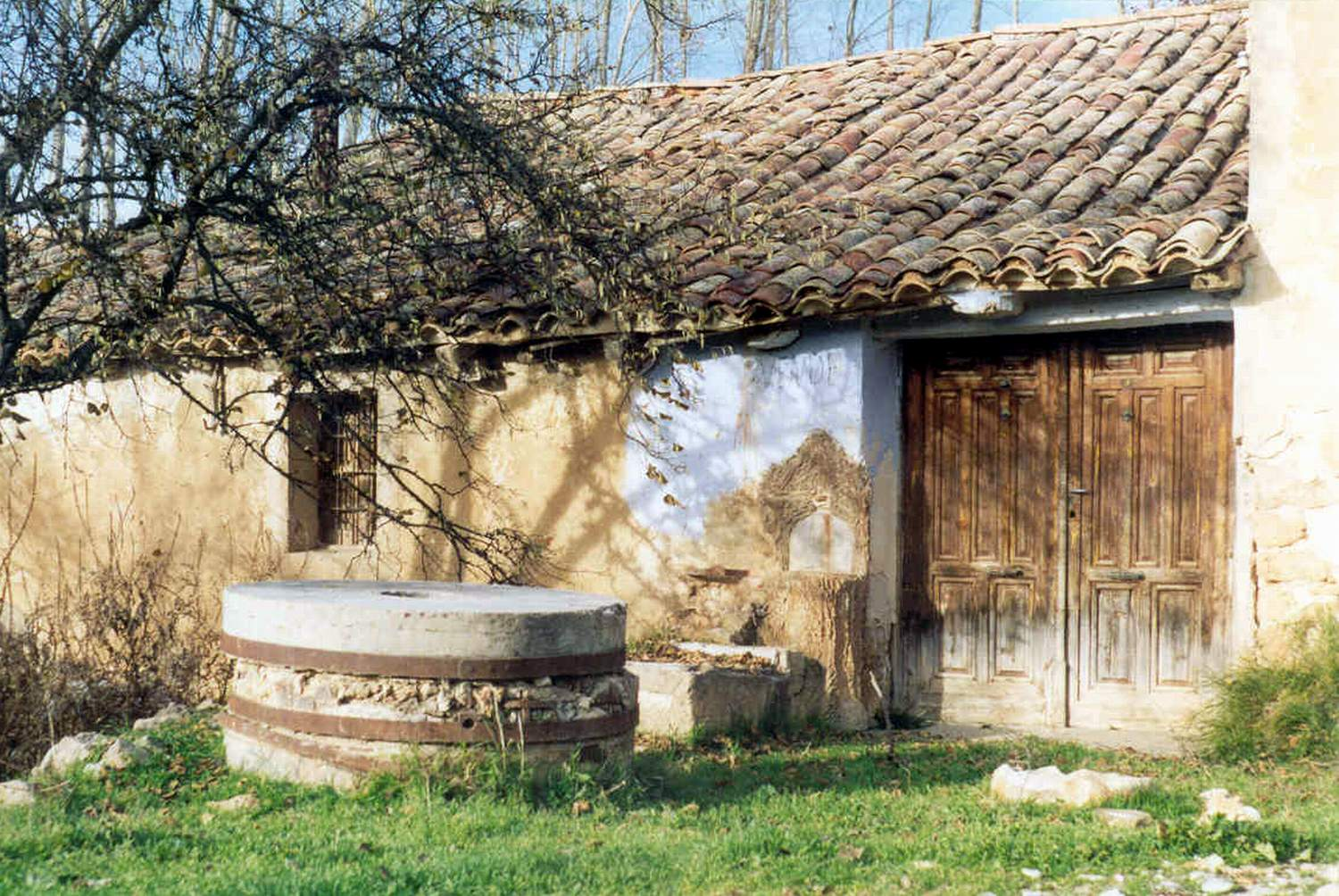
Vista parcial del «Molino de Abajo», Viejo o del Señor, Torrebaja (Valencia), antes de su remodelación.